# Line dance

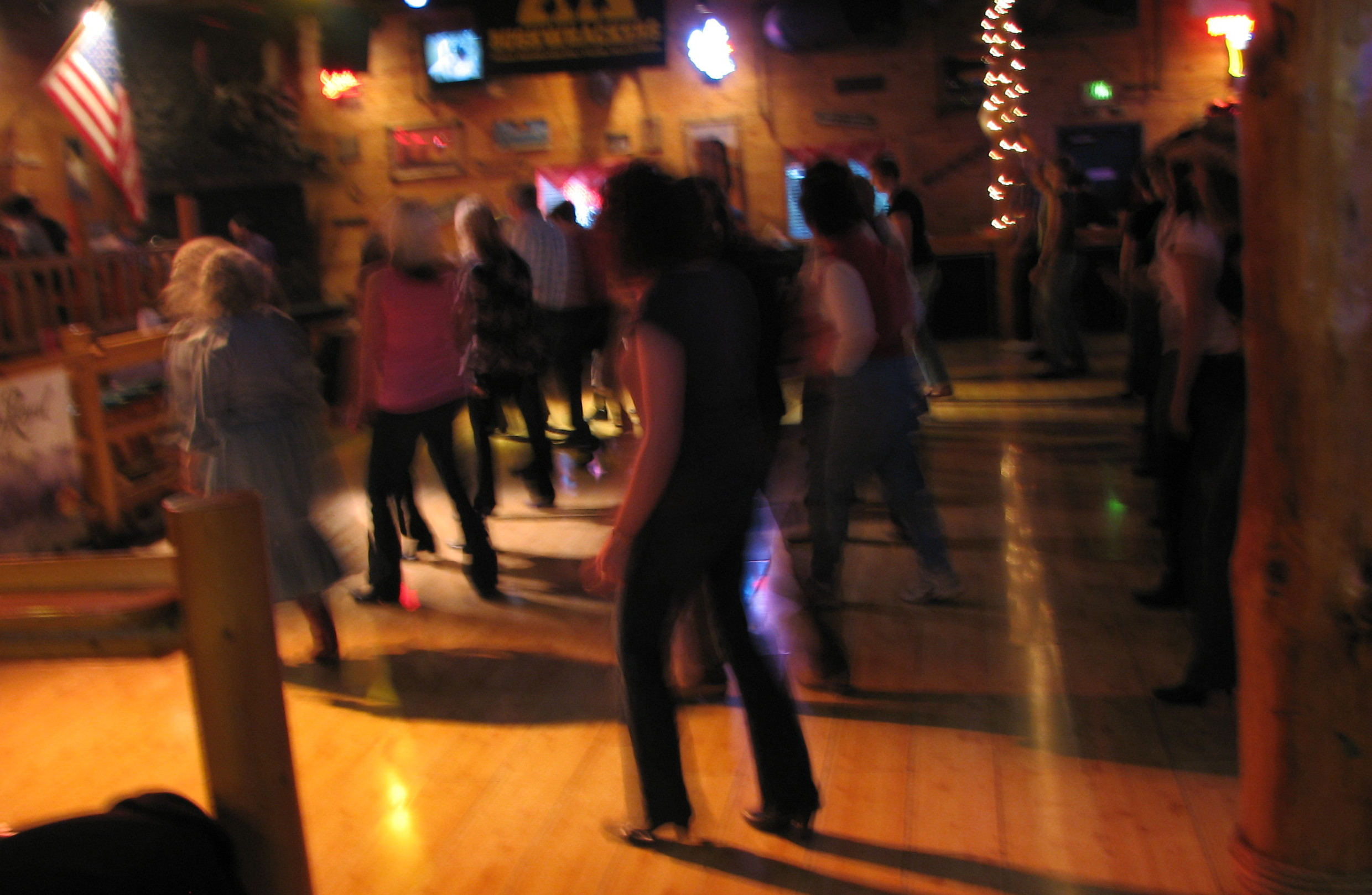
Dansa en línia.

El line dance és una tipus de dansa on un grup de gent balla alineats els uns als altres, i tots ells fan els mateixos moviments individualment.

## Descripció
En un grup petit normalment només hi ha una línia, però habitualment s'ajunta més gent, formant unes quantes fileres en paral·lel, una darrera l'altra. Un professor, o ballador experimentat, sol estar damunt d'una tarima o al centre de la primera línia.
A cada una de les línies tots els individus repeteixen els mateixos moviments, però de forma independent. Normalment no hi ha moviments que requereixin interacció entre membres de la mateixa filera. Cada ball té una seqüència diferent de moviments que s'han d'aprendre.
De totes maneres, malgrat tractar-se de moviments preestablerts, es poden efectuar variacions, sempre que no alterin el número de temps del ball o les parets.
També hi ha variacions en la manera com se situen les fileres. De la mateixa manera, si les fileres es posen les unes enfront de les altres mirant-se, s'anomena un ball de contra-dansa (contra dance). En aquests casos, les fileres es van creuant entre elles.

## Música
El line dance sempre havia tingut una imatge western, i majoritàriament s'havia ballat amb música country. Això ha canviat una mica des dels anys 90, sobretot a nivell internacional. Actualment, arreu del món es balla en línia amb tot tipus d'estils musicals, com ara músiques celtes, swing, pop, rock, hip-hop, funky entre d'altres.

## El Line dance a Catalunya
Va ser a mitjans dels anys 90 del segle xx quan el ball en línia es va estendre des dels Estats Units cap a la resta del món. A Catalunya també va arribar i va arrelar amb certa força, sobretot relacionat amb el Country.
Un gran nombre de grups de balls s'estenen arreu del país, on les trobades i ballades populars són freqüents cada setmana.
A finals de la primera dècada del segle xxi va començar a erigir-se un estil català més o menys propi i diferenciat al corrent internacional de line dance. S'ha anomenat Linedance Catalan-Style i cada cop gaudeix de més popularitat no només a Catalunya sinó també al sud de França i al nord d'Itàlia, amb concursos de ball a nivell internacional celebrats anualment als tres països.